# Sandougou-Soba
Sandougou-Soba  è una città e sottoprefettura della Costa d'Avorio appartenente al dipartimento di Man. Conta una popolazione di 7 746 abitanti (censimento 2014).